# Новосёлки (Горбовичский сельсовет)
Новосёлки (бел. Новасёлкі) — деревня в составе Горбовичского сельсовета Чаусского района Могилёвской области Республики Беларусь.

## Население
- 2010 год — 15 человек